# Le Dernier combat du lieutenant
Pour plus de détails, voir Fiche technique et Distribution.
Le Dernier combat du lieutenant (Custer's Last Fight) est un film muet américain réalisé par Francis Ford, sorti en 1912. Il met en scène la fin de George Armstrong Custer à la bataille de Little Big Horn.

## Fiche technique
- Titre original : Custer's Last Fight
- Titre alternatif : Custer's Last Raid
- Titre en français : Le Dernier combat du lieutenant
- Réalisation : Francis Ford
- Scénario : Richard V. Spencer
- Photographie : Ray C. Smallwood
- Société de production : Bison 101
- Producteur : Thomas H. Ince
- Lieu de tournage : Californie
- Pays de production :  États-Unis
- Langue : anglais
- Genre : Western, Film historique
- Durée : 30 minutes
- Date de sortie :
  - États-Unis : 4 octobre 1912

## Distribution
- Francis Ford : Général George A. Custer
- Grace Cunard : Mrs. Custer
- J. Barney Sherry : James McLaughlin
- William Eagle Shirt : Sitting Bull
- Art Acord
- Ann Little

## Autour du film
Le film a utilisé plus de 2,000 figurants. Avec un budget de $30,000, c'était à l'époque le film le plus cher jamais réalisé.